# Maison Lakić à Topola
La maison Lakić à Topola (en serbe cyrillique : Кућа Лакића у Тополи ; en serbe latin : Kuća Lakića u Topoli) se trouve au hameau de Bor à Topola et dans le district de Šumadija, en Serbie. Elle est inscrite sur la liste des monuments culturels protégés de la République de Serbie (identifiant no SK 1480).

## Présentation
La maison est une résidence privée construite à la fin du XVIIIe siècle, avec un sous-sol qui s'étend sous la moitié du rez-de-chaussée. Ce rez-de-chaussée est composé d'un espace lui aussi nommé « maison » (en serbe : kuća), avec un foyer ouvert, deux pièces et un porche-galerie. Le toit à quatre pans est recouvert de tuiles. Au niveau du sous-sol se trouve un porche ouvert soutenu par des piliers en bois ; ce porche est doté de marches en pierres.
Cette maison appartient au type rarement préservé des maisons appartenant à de riches familles rurales construites au tournant du XVIIIe siècle et du XIXe siècle et ayant gardé une apparence inchangée.